# Thecla clepsydra
Thecla clepsydra är en fjärilsart som beskrevs av Druce 1907. Thecla clepsydra ingår i släktet Thecla och familjen juvelvingar. Inga underarter finns listade i Catalogue of Life.